# Gonzales, Kalifornien
Gonzales är en stad i Monterey County i den amerikanska delstaten Kalifornien 26 km sydost om Salinas med en yta av 3,7 km² och en folkmängd som uppgår till 7 525 invånare (2000). Det första postkontoret öppnades 1873 och Gonzales fick stadsrättigheter år 1947. Vid folkräkningen år 2000 var latinobefolkningens andel 86% av stadens invånare.